# Catecisme

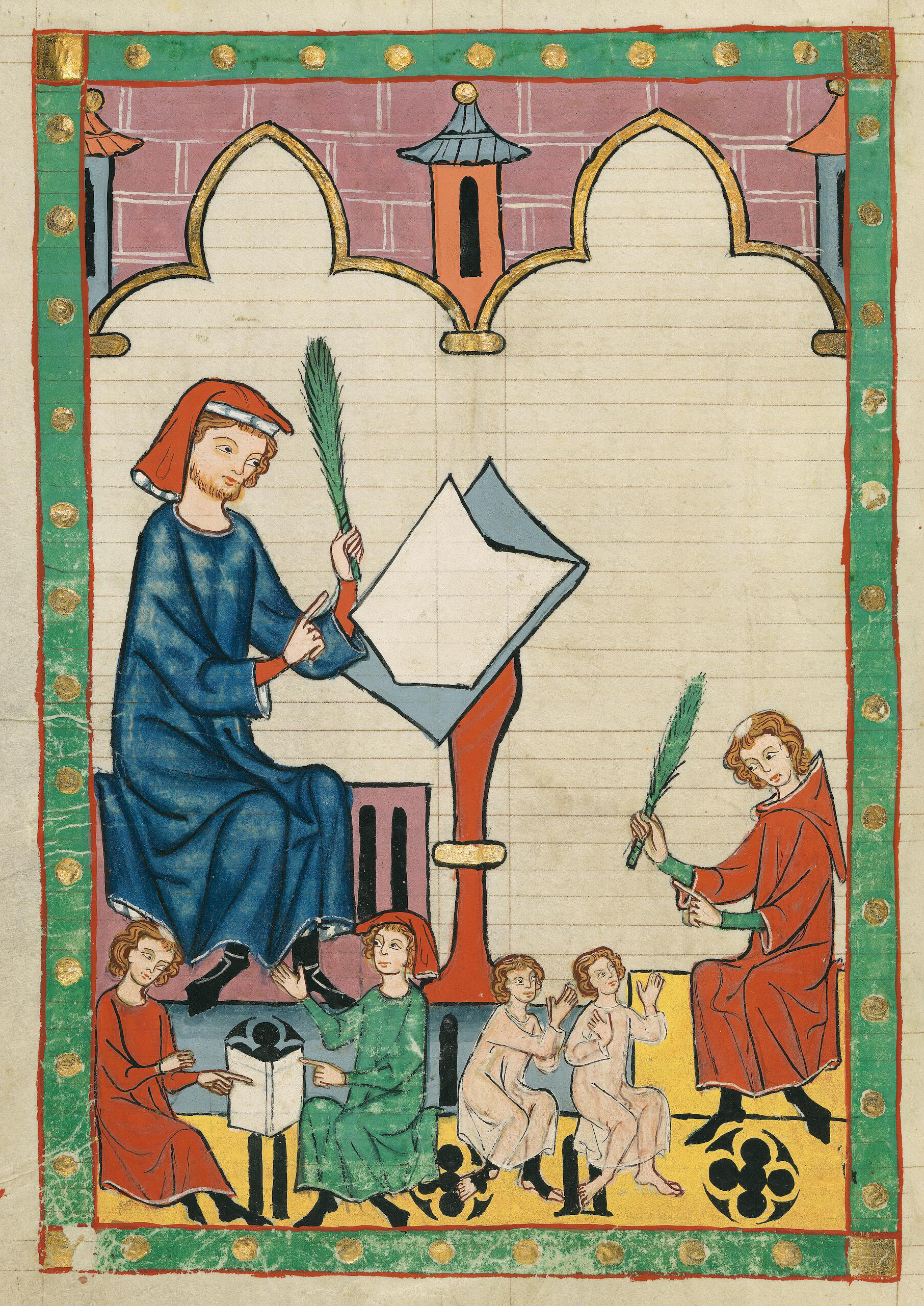
Còdex Manesse, fol. 292v, "El Mestre de Escola de Eßlingen" (Der Schulmeister von Eßlingen)

Un catecisme (derivat del grec antic κατηχητικός “predicador”, provinent al seu torn de l'arrel κατηχέω, "ensenyar oralment") és un resum o exposició d'una doctrina. El terme és utilitzat habitualment en referència a la doctrina cristiana, i en especial als manuals de catequesi catòlics. Malgrat tot, segons l'expert Norman DeWitt, els primers cristians es van apropiar d'aquesta pràctica dels epicuris, l'escola filosòfica fundada per Epicur, qui havia donat instruccions per mantenir resums dels seus ensenyaments per facilitar l'aprenentatge.
Els catecismes de les diverses branques del cristianisme són manuals de doctrina sovint en forma de pregunta i resposta per facilitar-ne la memorització, un format que també ha estat utilitzat en contexts no religiosos.
El catecisme de l'església catòlica, en particular, està dividit en quatre parts:
- Primera – Professió de la fe.
- Segona – La celebració del misteri cristià.
- Tercera – La vida en Crist.
- Quarta – Oració cristiana.

Al seu torn, cadascuna d'aquestes parts es divideix en seccions i articles, que corresponen a més de 2.766 preguntes i respostes.